# Navajo (film)
Pour les articles homonymes, voir Navajo.
Pour plus de détails, voir Fiche technique et Distribution.
Navajo est un film documentaire américain réalisé par Norman Foster, sorti en 1952.
Le film relate la vie d'un jeune enfant navajo qui se trouve contraint d'aller dans une école pour Blancs.
Le film est nommé pour l'Oscar du meilleur film documentaire et celui de la meilleure photographie (pour Virgil Miller) lors de la 25e cérémonie des Oscars, en 1953.

## Fiche technique
- Titre :Navajo
- Réalisation :	Norman Foster
- Scénario : Norman Foster
- Photographie : Virgil Miller
- Montage : Lloyd Nosler
- Musique : Leith Stevens
- Producteur :	Hall Bartlett
- Société de production : Bartlett-Foster Productions
- Société de distribution : Lippert Pictures
- Pays de production :  États-Unis
- Langue : Anglais
- Format : Noir et blanc — 35 mm — 1,33:1 — Son : Mono (Western Electric Recording)
- Genre : Film documentaire, Film dramatique
- Durée : 70 minutes (1 h 10)
- Dates de sortie :
  - États-Unis : 12 février 1952

## Distribution
- Francis Kee Teller : le fils du chasseur
- Kee Teller : la tisserande
- Billy Draper : Billy, Ute guide
- Hall Bartlett : le conseiller de l'école indienne
- Virgil Miller : le marchand
- Cozy McSparron : lui-même (Propriétaire de poste de traite)
- Sammy Ogg : le narrateur (voix)